# كازوتشي مياموتو
كازوتشي مياموتو (باليابانية: 宮本和志؛ بالكانا: みやもと かずし) هو مصارع محترف ياباني، ولد في 22 فبراير 1979 في توميوكا ‏ في اليابان.

## روابط خارجية
- كازوتشي مياموتو على موقع CageMatch worker (الإنجليزية)
- كازوتشي مياموتو على موقع قاعدة بيانات المصارعة على الإنترنت (الإنجليزية)